# Sphenomorphus cryptotis
Sphenomorphus cryptotis là một loài thằn lằn trong họ Scincidae. Loài này được Darevsky, Orlov & Cuc mô tả khoa học đầu tiên năm 2004.